# Campionati europei di ginnastica artistica maschile 2018 - Corpo libero
Il concorso del corpo libero dei campionati europei di ginnastica artistica maschile di Glasgow 2018 si è svolto al The SSE Hydro di Glasgow, nel Regno Unito. Il turno qualificatorio si è disputato il 9 agosto; la finale il 12 agosto.
La gara è stata vinta dal britannico Dominick Cunningham.

## Risultati

### Qualifiche
| Class | Ginnasta            | D Score | E Score | Pen.  | Totale | Qual. |
| ----- | ------------------- | ------- | ------- | ----- | ------ | ----- |
| 1     | Artem Dolgopyat     | 6.400   | 8.266   |       | 14.666 | Q     |
| 2     | Artur Dalalojan     | 6.200   | 8.500   | 0.100 | 14.600 | Q     |
| 3     | Rayderley Zapata    | 6.100   | 8.433   |       | 14.533 | Q     |
| 4     | Nikita Nagornyj     | 6.400   | 8.066   |       | 14.466 | Q     |
| 5     | Marcel Nguyen       | 5.900   | 8.533   |       | 14.433 | Q     |
| 6     | Dominick Cunningham | 6.100   | 8.266   |       | 14.366 | Q     |
| 7     | Dmitriy Lankin      | 6.400   | 7.966   |       | 14.366 | -     |
| 8     | Alexander Shatilov  | 6.200   | 8.066   |       | 14.266 | Q     |
| 9     | Ahmet Önder         | 6.000   | 8.133   |       | 14.133 | Q     |
| 10    | Jonathan Vrolix     | 5.900   | 8.200   |       | 14.100 | R1    |
| 11    | Oskar Kirmes        | 5.600   | 8.466   |       | 14.066 | R2    |
| 12    | Loris Frasca        | 5.900   | 8.133   |       | 14.033 | R3    |

### Finale
| Class   | Ginnasta            | D Score | E Score | Pen.  | Totale |
| ------- | ------------------- | ------- | ------- | ----- | ------ |
| Oro     | Dominick Cunningham | 6.100   | 8.566   |       | 14.666 |
| Argento | Artem Dolgopyat     | 6.400   | 8.366   | 0.300 | 14.466 |
| Bronzo  | Artur Dalalojan     | 6.200   | 8.266   |       | 14.466 |
| 4       | Nikita Nagornyj     | 6.400   | 8.333   | 0.300 | 14.433 |
| 5       | Alexander Shatilov  | 6.300   | 7.933   |       | 14.233 |
| 6       | Marcel Nguyen       | 6.100   | 7.966   |       | 14.066 |
| 7       | Rayderley Zapata    | 6.000   | 6.966   |       | 12.966 |
| 8       | Ahmet Önder         | 6.000   | 6.600   | 0.100 | 12.500 |